# جون جورج ووكر
جون جورج ووكر (بالإنجليزية: John George Walker)‏ هو قائد عسكري أمريكي، ولد في 22 يوليو 1821 في جفرسون سيتي في الولايات المتحدة، وتوفي في 20 يوليو 1893 في واشنطن العاصمة في الولايات المتحدة.